# Вооружённые силы Бельгии
Вооружённые силы Бельгии (нидерл. Belgische strijdkrachten, фр. Forces Armées Belges) — совокупность войск Королевства Бельгии, предназначенные для защиты свободы, независимости и территориальной целостности государства. Состоят из сухопутных войск, военно-морских и военно-воздушных сил.

## История
В соответствии с подписанным 19 апреля 1839 года Лондонским договором Бельгия стала нейтральным государством.
В 1864 году был сформирован экспедиционный корпус (Corps Expeditionnaire Belge), воевавший в Мексике до 1867 года.
Предпринятая в 1867 году Францией попытка аннексировать Люксембург вызвала обеспокоенность в Бельгии. Во время франко-прусской войны бельгийская армия была мобилизована, а король Леопольд II запретил подданным Бельгии вступать во французский Иностранный легион, чтобы избежать обвинения Бельгии в нарушении нейтрального статуса страны.
Позднее бельгийские войска были направлены в Бельгийское Конго.

### XX век
Аннексия Боснии и Герцеговины Австро-Венгрией в октябре 1908 года вызвала обеспокоенность военно-политического руководства страны, военные расходы были увеличены и в 1909 году началось реформирование вооружённых сил, которое планировалось завершить в 1912 году. По состоянию на начало 1911 года вооружённые силы Бельгии состояли из постоянной армии (в состав которой входили пехотные, кавалерийские, артиллерийские и инженерные части), резерва и гражданской стражи (garde civique). Морской флот был невелик. Воздушный флот насчитывал четыре дирижабля и несколько аэропланов.
15 декабря 1913 года был принят закон о введении всеобщей воинской обязанности с 19 лет для всех способных носить оружие мужчин (а добровольцев на военную службу было разрешено принимать с 17 лет).
После начала первой мировой войны Бельгия отклонила требование пропустить немецкие войска через свою территорию. После этого, 4 августа 1914 года немецкие войска пересекли границу страны и начали боевые действия против бельгийской армии, а Бельгия вошла в состав Антанты. К концу августа 1914 года большая часть территории страны была оккупирована, а оставшиеся бельгийские войска заняли оборону на реке Изер от Ипра до побережья. Кроме того, бельгийские колониальные войска участвовали в боевых действиях против колониальных войск Германии в Конго и Восточной Африке, а сформированный в 1915 году автобронеотряд из 350 человек (Corps Expeditionnaire des Autos-Canons-Mitrailleuses Beiges en Russie) был отправлен на Восточный фронт и воевал в составе русской армии до революции 1917 года, а после интервенции немецких войск на Украину в 1918 году был эвакуирован. 
В январе 1923 года бельгийские и французские войска оккупировали Рурскую область Германии с целью принудить правительство Веймарской республики к выплате репараций. Войска были выведены с территории Германии в июле-августе 1925 года.
После начала Второй мировой войны Бельгия объявила о своём нейтралитете. 10 мая 1940 года в соответствии с планом кампании на западе немецкие войска совершили вторжение в Бельгию и несмотря на сопротивление бельгийских и союзных англо-французских войск, заняли территорию страны. 28 мая 1940 года бельгийский король Леопольд III подписал акт о капитуляции страны. После этого воинские части и соединения бельгийской армии были разоружены и расформированы. В дальнейшем бельгийские военнопленные использовались на принудительных работах на территории оккупированных стран Европы. Кроме того, из бельгийских коллаборационистов началось формирование вооружённых военизированных и охранно-полицейских формирований.
В октябре 1944 года, после освобождения Бельгии от немецких войск, на территории страны началось формирование пехотных батальонов, личный состав которых в дальнейшем стал основой для воссоздания бельгийской армии.
В 1946 году бельгийские подразделения были направлены в состав оккупационных войск союзников, они несли службу в британской зоне оккупации Германии.
18 февраля 1948 года Бельгия, Нидерланды, Дания, Люксембург и Франция учредили Международный совет военного спорта с центром в Брюсселе.
17 марта 1948 года в Брюсселе Великобритания, Франция, Бельгия, Нидерланды и Люксембург подписали соглашение о коллективной безопасности и военной помощи (Brussels Treaty), в результате которого был создан Западный союз — первый в послевоенной Европе военно-политический блок закрытого типа, который предусматривал совместное планирование военных операций, стандартизацию вооружения и создание «мобильных вооружённых сил» из 23-х дивизий (15 из которых должна была предоставить Франция, 5 дивизий — Англия, а Бельгия, Нидерланды и Люксембург должны были совместно подготовить три дивизии).
4 апреля 1949 года Бельгия вступила в блок НАТО.
Бельгия принимала участие в войне в Корее, отправив в 1951 году в состав сил ООН один пехотный батальон (Belgian United Nations Command).
В 1952 году в соответствии с Парижским договором 1952 года и «Общим договором» 1952 года было принято решение о создании военного блока «Европейское оборонительное сообщество» (в который должны были войти Франция, ФРГ, Италия, Бельгия, Нидерланды и Люксембург), однако поскольку Национальное собрание Франции отказалось утвердить подписание Парижского договора, блок создан не был.
В 1991 году вооружённые силы Бельгии участвовали в войне в Персидском заливе.
С 1993 года военнослужащие Бельгии служат в составе Еврокорпуса.
В 1999 году Бельгия принимала участие в войне НАТО против Югославии.

### XXI век
В 2000—2004 гг. началась реорганизация сухопутных войск Бельгии.
В 2002-2021 гг. Бельгия принимала участие в войне в Афганистане.
Бельгия не принимала непосредственного участия в войне в Ираке, однако по программе «NATO Training Mission-Iraq» отправила группу военных инструкторов, которые занимались обучением военнослужащих и сотрудников иракских сил безопасности на территории ОАЭ.
3 декабря 2008 года Бельгия подписала конвенцию о отказе использования кассетных боеприпасов (вступившую в действие с 1 августа 2010 года).
В 2011 году Бельгия принимала участие в интервенции против Ливии, в 2013 - 2023 годы принимала участие в операции в Мали.

## Современное состояние
Общая численность действующего военного состава на 2012 год составляла 34 000 человек (32 тысяч военных и 2 тысяч гражданских служащих).
В составе вооружённых сил Бельгии создано подразделение для ведения информационно-психологической войны — «группа информационных операций» численностью 205 военнослужащих.